# 권인하
권인하(權仁夏, 1959년 8월 13일 ~ )는 대한민국의 가수이다.

## 생애
권인하는 1959년 충청북도 청주에서 출생하였고 서울 배재고등학교 1979년 졸업과 경희대학교 환경보호학과를 졸업하였다.
경희대학교 1학년 재학시절이던 1979년에 중앙동아리 탈무드라는 언더그라운드 라이브 클럽에서 가수 첫 데뷔하여 밴드 활동을 하였으며, 1984년 12월 가수 이광조의 ‘사랑을 잃어버린 나’라는 곡을 작사 및 작곡하여 작곡가로 첫 데뷔하였다.
1986년 록 밴드 "우리"의 보컬리스트로 활동하면서 가수 활동을 시작하였고 1987년 솔로 가수로 데뷔하였다.
1989년 영화 《비 오는 날의 수채화》의 OST 음반에 참여하였고 1992년에는 이광조의 히트곡이자 자신의 작품인 `사랑을 잃어버린 나`라는 곡을 자신의 컴필레이션 앨범에 다시 불러 리메이크 수록하였다.
1989년 아내와 결혼하였다. 1992년 9월 처음 만난 후배인 이상우과 함께 만났다. 2000년 수요예술무대, 콘서트 초대, 가요 빅뱅, 사랑의 리퀘스트, 성인가요 베스트 30, 2001년 열린음악회, 이소라의 프로포즈, 김도향의 굿나잇 쇼에 출연하여 자신의 음악성을 TV를 통해 알렸다.
그리고 그 외에도 배우로서는 1992년 MBC TV 드라마 《창밖에는 태양이 빛났다》에 이미연과 주연으로 출연한 바 있다. 
현재 소속은 신촌 인터내셔널 사장이며 소속사는 WE Music이다. 2011년에는 이치현, 강인원, 민해경과 함께 프로젝트 보컬 음악 그룹 컬러스(the Colors)를 결성하기도 하였다.

## 사건 및 논란
2013년 1월 29일, 만취 상태서 택시기사를 폭행한 혐의로 불구속 입건됐다.

## 소속
- 신촌 인터내셔널 사장

## 이력
- 1959년 8월 13일 충청북도 청주 출생.
- 1979년 배재고등학교 졸업
- 1979년 경희대학교 자연보호학과 입학
- 1986년 경희대학교 환경보호학과 졸업

## 인간 관계
- 이용과 친구 관계이다.

## 데뷔
- 1984년 가수 이광조의 《사랑을 잃어버린 나》라는 곡을 작사 및 작곡하여 첫 데뷔.

### 솔로 가수 앨범
- 1987년 슬픈 추억 (권인하 1집)
- 1990년 권인하 2집
- 1992년 나의 꿈을 찾아서 (권인하 3집)

## 수상 경력
- 1980년대 초후반 1985년 사랑을 잃어버린 나 KBS한국방송 가요톱10 금상
- 1980년대 초후반 1985년 사랑을 잃어버린 나 KBS한국방송 10대가요제 금상
- 1980년대 후반 1989년 슬픈 추억 KBS한국방송 가요톱10 금상

## 예능
- 1986년 KBS 《사랑을 잃어버린 나》
- 1987년 MBC 《사랑을 잃어버린 나》
- 1988년 MBC 《슬픈 추억》
- 1989년 MBC 《비 오는 날의 수채화》
- 1989년 KBS 《비 오는 날의 수채화》
- 2000년 KBS 《수요예술무대》
- 2001년 《김도향 굿나잇 쇼》
- 2002년 《김도향 굿나잇 쇼》
- 2002년 《임지훈 예전처럼》
- 2015년 KBS 《불후의 명곡 - 전설을 노래하다》 - 어머님의 자장가
- 2015년 MBC 《미스터리 음악쇼 복면가왕》 - 날아라! 태권소년! <가왕실패>
- 2019년 MBC 《미스터리 음악쇼 복면가왕》 - 부를까~? 말까~? 가왕석 영구집권 영구! <재도전 및 가왕실패>
- 2020년 JTBC 《투유 프로젝트 - 슈가맨》

## 드라마
- 1992년 MBC 월화드라마 《창밖에는 태양이 빛났다》 - 송석찬 역
- 1997년 MBC 청춘시트콤 《남자 셋 여자 셋》
- 2001년 MBC 수목드라마 《가을에 만난 남자》 - 송우진 역
- 2012년 KBS2 월화드라마 《사랑비》 - 이동욱 역